# رجنلد د کورتنی ولچ
رجنلد د کورتنی ولچ (به انگلیسی: Reginald de Courtenay Welch) بازیکن فوتبال زادهٔ ۲۰ ژوئن ۱۸۵۱ اهل کشور انگلستان که سابقهٔ بازی در تیم ملی فوتبال انگلستان را در کارنامهٔ خود دارد. وی در تاریخ ۳۰ نوامبر ۱۸۷۲ نخستین بازی ملی خود را در مقابل تیم ملی فوتبال اسکاتلند انجام داد و با حضور در ۲ بازی ملی، در تاریخ ۷ مارس ۱۸۷۴ واپسین بازی ملی‌اش را در برابر تیم ملی فوتبال اسکاتلند برگزار کرد.